# Vale tudo
 Der er for få eller ingen kildehenvisninger i denne artikel, hvilket er et problem. Du kan hjælpe ved at angive troværdige kilder til de påstande, som fremføres i artiklen.

Vale Tudo (portugisisk for "alt er tilladt") beskriver konkurrencer i uvæbnet kamp med et minimalt sæt af regler. Det bliver nogle gange regnet som en kampsport.
Vale tudo begyndte sin popularitet i 1960'erne, og gik ud på at stilart skulle møde stilart med et minimum af regler, for at finde den ultimative kampsport. Man fandt ud af at ingen enkelt kampsport kunne begå sig både stående, i clinch og på gulvet og en ny stilart opstod, MMA (Mixed Martial Arts). MMA gik ud på at krydstræne forskellige kampsystemer, så man fik en kampform der dække alle afstande både stående, brydeafstand og gulvkamp.
StreetValeTudo er Vale Tudo trænet som gadekamp helt uden regler. StreetValeTudo bruger træningsmetoden fra MMA med henblik på gadekamp, hvilket vil sige, at man træner for at dække alle disse tre afstande, samt fjerner alle regler og tilfører brug af våben, samt mulighed for flere modstandere.